# Talsperre Djorf Torba
Die Talsperre Djorf Torba (französisch Barrage de Djorf Torba; arabisch سد جرف التربة, DMG Sadd Ǧurf at-Turba) liegt in Algerien in der Kommune Kenadsa, Provinz Bechar.

## Beschreibung
Die Talsperre staut den Oued Guir zu einem Stausee auf. Die Stadt Bechar befindet sich ca. 70 km östlich der Talsperre.
Die Talsperre wurde von 1966 bis 1968 errichtet. Sie dient der Bewässerung und der Trinkwasserversorgung.

## Absperrbauwerk
Das Absperrbauwerk ist eine Staumauer mit einer Höhe von 37 (bzw. 38) m und einer Kronenlänge von 762 m.

## Stausee
Bei Vollstau erstreckt sich der Stausee über eine Fläche von rund 57,15 km² und fasst 350 (bzw. 360) Mio. m³ Wasser. 2005 betrug der Speicherinhalt 190 Mio. m³.
Das Trinkwasser der Stadt Bechar stammt zu 80 % aus dem Stausee. Der jährliche Zufluss in den Stausee beträgt rund 100 Mio. m³, wovon 16 Mio. m³ für die Trinkwasserversorgung der Stadt Bechar und 50 Mio. m³ für Bewässerungszwecke verwendet werden. Die Verdunstung ist aufgrund des ariden Klimas sehr hoch, außerdem ist der Stausee von Verlandung betroffen.